# Szczasływe (obwód chersoński)
Szczasływe (ukr. Щасливе) – osiedle na Ukrainie, w obwodzie chersońskim, w rejonie chersońskim, w hromadzie Juwiłejne. W 2001 liczyło 1367 mieszkańców, spośród których 1048 wskazało jako ojczysty język ukraiński, 307 rosyjski, 9 białoruski, a 3 inny.